# Morten Solem
Morten Solem, norveški smučarski skakalec, *5. avgust 1980, Trondheim. 
V svetovnem pokalu je prvič nastopil v sezoni 2000/01 v finskem Kuopiu ter osvojil 16. mesto. Nato je večinoma nastopal v kontinentalnem pokalu in po zaslugi dobrih rezultatov se je v  sezoni 2002/03 zopet vrnil v svetovni pokal. Njegova najboljša uvrstitev v svetovnem pokal je 7. mesto na tekmi v češkem Liberecu iz sezone 2003/04. Ima pa še eno uvrstitev v deseterico, saj je bil osmi na tekmi v poljskih Zakopanih v sezoni 2006/07, ki je potekala v zelo spremenljivih razmerah. 
V skupnem seštevku kontinentalnega pokala je kar trikrat osvojil 2. mesto, in sicer v sezoni 2002/03, 2005/06 ter 2006/07.
Po koncu sezone 2006/07 je zaključil skakalno pot in postal trener v nordijski kombinaciji v domačem Trondheimu.